# Karl Veit (Politiker)
Karl Veit (* 4. Oktober 1887 in Vranov nad Dyjí, Mähren; † nach 1937) war ein österreichischer Politiker und Postamtsdirektor. Er war von 1934 bis 1938 Abgeordneter zum Landtag von Niederösterreich.
Karl Veit arbeitete als Postamtsdirektor in Payerbach und war während des Austrofaschismus zwischen dem 22. November 1934 und dem 12. März 1938 Mitglied des Ständischen Landtags. Zwischen dem 17. Mai 1935 und dem 12. März 1938 wirkte er dort auch als 1. Vizepräsident. Veit war Vertreter des Schul-, Erziehungs- und Volksbildungswesens im Ständischen Landtag.